# Schuler-Zgraggen vs. Elvetia
Cauza Schuler-Zgraggen vs. Elvetia (Cererea numărul 14518/89 din 7 aprilie 1992) reprezintă o cazuistică importantă a Curții Europene a Drepturilor Omului. Judecând un caz cu privire la pensiile de invaliditate și alegațiile doamnei Margrit Schuler-Zgraggen cu privire la discriminarea la care a fost supusă.
În acest caz Judecătorii de la Strasbourg au emis următoarea concluzie, cu aplicabilitate mai largă: "egalitatea sexelor este un scop important al statelor membre ale Consiliului Europei și numai considerente foarte puternice pot conduce la aprecierea că instituirea unui tratament diferențiat este compatibilă cu Convenția Europeană a Drepturilor Omului".